# Stefano DellaVigna
Stefano DellaVigna, auch Della Vigna (* 19. Juni 1973 in Como) ist ein italienischer Wirtschaftswissenschaftler. Seine Forschungsschwerpunkte sind Verhaltensökonomik, Medienwirtschaft und Politische Ökonomie.

## Leben
Stefano DellaVigna studierte Wirtschaftswissenschaften an der Bocconi und schloss 1997 mit Auszeichnung ab. Anschließend machte er an der Harvard University 2000 einen Master und 2002 seinen Ph.D. in Volkswirtschaftslehre.
Seit 2002 lehrt er an der University of California, Berkeley, zunächst als Assistant Professor, seit 2008 als Associate Professor und seit 2012 als Ordentlicher Professor. DellaVigna ist seit 2021 Mitglied der American Academy of Arts and Sciences.
Er ist mit der ebenfalls in Berkeley lehrenden deutschen Ökonomin Ulrike Malmendier verheiratet. Das Paar hat drei Kinder (* 2008, 2010, 2012).

## Preise und Auszeichnungen (Auswahl)
- Banca d’Italia Stringher Fellowship, 1999, 2000
- GIC Award for Excellence in Teaching of a Graduate Course – Harvard University, 2000
- Eliot Fellowship for Dissertation Completion – Harvard University, 2001
- Preis für Ausgezeichnete Lehre Sozialwissenschaften, UC Berkeley, 2007
- UC Berkeley Preis für Ausgezeichnete Lehre, campusweit, 2008
- Alfred P. Sloan Research Fellow, 2008–2010
- AEJ-Applied Best Paper Prize, 2017